# Villy Vilddyr
Villy Vilddyr (originalen er engelsk: Where the Wild Things Are den er oversat til dansk af Leif Panduro) er en børnebog fra 1963 skrevet og illustreret af den amerikanske forfatter og illustrator Maurice Sendak, oprindeligt udgivet i Hardback af Harper & Row . Bogen er blevet tilpasset til andre medier flere gange, herunder en animeret kortfilm i 1973 (med en opdateret version i 1988); en opera fra 1980 ; og en live-action filmatisering fra 2009: Villy Vilddyr - og landet med de vilde krabater. Bogen havde solgt over 19 millioner eksemplarer på verdensplan pr. 2009 , hvoraf 10 millioner er i USA. Bogen er kåret som den bedste børnebog nogensinde.